# Nagari Surian
Nagari Surian is een bestuurslaag in het regentschap Solok van de provincie West-Sumatra, Indonesië. Nagari Surian telt 14.567 inwoners (volkstelling 2010).